# Sexo a seco
Sexo a seco é a prática sexual de se manter relações sexuais sem lubrificação vaginal ou anal. A lubrificação vaginal pode ser removida usando afrodisíacos herbais, detergentes caseiros, antissépticos, limpando a vagina, ou colocando folhas na vagina entre outros métodos. A prática do sexo a seco está associada ao aumento dos riscos de saúde e contração de doenças infectocontagiosas. 
Remover ou impedir a lubrificação vaginal através de práticas associadas ao sexo a seco aumenta a fricção durante a relação sexual, o que popularmente se crê que aumente a sensação de aperto vaginal, maior prazer sexual para quem penetra. Alguns indivíduos insistem com o sexo a seco ao considerar que quem não o pratica possui castidade. O sexo a seco pode ser doloroso tanto para quem penetra, quanto para a pessoa penetrada. A prática é comum na África Subsaariana e há relatos de sua prática no Suriname entre mulheres afro-surinamesas.
Práticas como usar saliva e lubrificantes íntimos são usadas.

## Riscos à saúde
A prática do sexo a seco tem sido ligada à alta incidência de infecção pelo VIH na África Subsaariana, por aumentar o risco de contágio por infeções sexualmente transmissíveis (ISTs) para a pessoa que toma o papel sexual ativo e o passivo, incluso o VIH de várias formas. O aumento da fricção durante a relação sexual pode causar lacerações na mucosa vaginal. Secar a vagina também remove os lactobacilos da flora vaginal, cuja natureza antisséptica ajuda a combater as infeções sexualmente transmissíveis. Além disso, o sexo a seco aumenta o risco de rompimento do preservativo em função do aumento da fricção. Pode causar inflamação vaginal ou lesões traumáticas que por elas mesmas aumentam o risco de transmissão de doenças.